# Джордж Шекл
Джордж Шекл (англ. George Shackle; 3 липня 1903, Кембридж, Велика Британія — 3 березня 1992, Велика Британія) — британський економіст, представник посткейнсіанства.

## Життєпис
Джордж Шекл народився 14 липня 1903 року в Кембриджі, Велика Британія.
Після школи працював банківським клерком і вчителем, у 1931 році закінчив Лондонський університет. У 1937 році отримав ступінь доктора філософії в Лондонській школі економіки. В подальшому кілька років працював на державній службі. Після Другої світової війни до виходу на пенсію в 1969 році був професором Ліверпульського університету.

## Внесок в економіку
Шекл був під прихильником Кейнса і Гуннара Мюрдаля і заперечував традиційну роль ймовірності в економіці. Хоча Шекл вважав, що робота Кейнса є найкращою основою для побудови нового типу економіки, він вважав, що Кейнс не повністю зрозумів важливість революції, яку він здійснив, коли написав свої ключові роботи. Підстави його мислення можна побачити в зауваженні Кейнса:
|  | Під «невизначеним» знанням … я не маю на увазі лише розрізняти те, що відомо напевно від того, що є вірогідним. Гра в рулетку в цьому сенсі не підлягає невизначеності … Сенс, в якому я використовую цей термін, полягає в тому, що перспектива європейської війни є невизначеною, або ціна міді та процентної ставки двадцять років або застарілість нового винаходу … Про ці питання немає наукової основи, на якій можна сформувати будь-яку обчислювану ймовірність. Ми просто не знаємо! |

 -  Джон Мейнард Кейнс, Загальна теорія зайнятості, відсотка та гроші.
Незважаючи на технічну природу, робота Шекла взяла економіку в нові області, наприклад, важливість уяви в економічних рішеннях для оцінки правдоподібності альтернативних результатів. Хоча його робота мала обмежений вплив на загальну думку в економіці, вона продовжує (можливо, все більше) привертати інтерес.
Стверджував, що вся кон'юнктура ринкової рівноваги не може мати справу з часом і, таким чином, не може мати справу з фактичним матеріалом, який повинен вивчати економіст. Що більше, був надзвичайно зневажливим до спроб розслабити сильні припущення теорії ринкової рівноваги, щоб зробити її більш реалістичною. Він вважав, що основи занадто суперечать природі матеріалу, з яким він займається, щоб врятувати його, розслабивши деякі більш сильні припущення, як, наприклад, намагаються зробити неокейнсіанські і нові кейнсіанські економісти.
Продовжував писати, що концепція ринкової рівноваги показала, що світ досконалого знання застиг у часі. Тим самим вона заперечувала себе як будь-яке використання у світі, де знання про майбутнє неможливе, а час рухається в одному напрямку. У такому світі дія людей повинна бути частково заснована на розумі і частково на уяві — зокрема, уяві щодо того, що можуть бути або навіть повинні бути різні люди. Писав, що неокласична економіка спирається на телеологічне або заздалегідь визначене майбутнє і, таким чином, не залишає місця для людського вибору, який був би притаманний здатності людини вільно уявляти, що може бути в майбутньому.
Для нього це був правильний шлях для серйозної економіки, яка повинна була мати справу з реальним світом. Вона повинна відійти від абстракцій, які не могли б віднести до часу або належного, вільного вибору, і замість цього спробувати розібратися в світі, де і уяву і розум відігравали роль у визначенні економічних результатів.
Шекл також зробив важливий внесок у історію економічної думки, особливо стосовно економічних шкіл думки ХХ століття .

## Основні праці
- Expectations, Investment and Income, 1938
- Expectations in Economics, 1949
- The Years of High Theory: Invention and Tradition in Economic Thought 1926—1939, 1967
- Expectation, Enterprise and Profit: The Theory of the Firm, 1970
- Epistemics & Economics: A Critique of Economic Doctrines, 1972
- Imagination and the Nature of Choice, 1979
- The Bounds of Unknowledge, 1983